# حديقة ملاهي ووندرلاند (بكين)
كان ووندرلاندمشروع ملاهي مهجور ولم يكتمل مطلقا يقع في قرية تشنزوانغ، في نانكو تاون في تشانغ بينغ في الصين.على بعد حوالي 20 ميلا (32 كيلومترا) خارج بكين. تم اقتراح بنائها من قبل المطور العقاري التايلنديمجموعة رينوود. تم تصميمها لتكون أكبر مدينة ملاهي في أسيا (تغطي 120 فدانا (49 هكتار)). توقف البناء في 1998 بعد مشاكل مالية مع المسؤولين المحليين، تم إعادة محاولة بدء البناء في 2008  لكنها فشلت أيضاً.
تضمن الموقع عدد من المباني المهجورة بما في ذلك إطار مبنى يشبه القلعة والمباني الخارجية ذات القرون الوسطى. تم إستصلاح الأراضي من قبل المزارعين المحليين لزراعة محاصيلهم المختلفة حين تم التخلي عن الموقع. وقد أبلغ الناس أن عند زيارة الموقع في بعض المرات سوف تجد سيارات واقفة في مواقف السيارات في الموقع، ويعتقد أنهم جائوا ليشاهدوا غرابة ما حصل. 
وقد هدمت المباني غير المكتملة والمهجورة في أيار مايو 2013، غير تاركة أي أمل في أن تنتهي الحديقة المهجورة. في حين أنه لا يوجد أي خطاب رسمي حول ما سيتم القيام به في نفس المكان الذي كانت فيه الحديقة ذات مرة، قال فنغ، كبير رئساء مجموعة رينوود لقسم الرقابة على الاستثمار في الشركة، أن «سوبر ماركت من المنتجات الفاخرة الشاملة» سيتم بناؤه في الموقع، ولكن المشروع لا يزال يمر «بإجراءات التخطيط التشكيلي».

## وصلات خارجية
- Ghost Wonderland[وصلة مكسورة], Urban Art Core
- Photograph, Google Maps

‌